# Astrobee
Astrobee és la denominació d'una família de coets sonda nord-americans propulsats per combustible sòlid i desenvolupats a mitjan anys 1950 i fabricats per Aerojet com a substituts dels Aerobee.

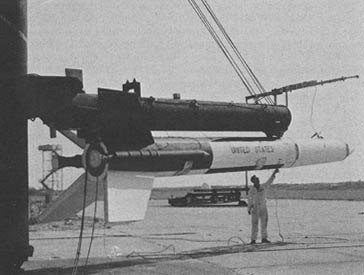
Astrobee 1500.

## Variants

### Astrobee 200
Coet de dues etapes: una principal consistent en un coet Genie i una superior Alcor. Es van llançar 10 Astrobee 200, amb tres fallades. El primer llançament es va efectuar el 30 de juny de 1960 i l'últim el 14 de desembre de 1966.

#### Especificacions
- Apogeu: 350 km
- Empenyiment en enlairament: 161 kN
- Massa total: 800 kg
- Diàmetre: 0,38 m
- Longitud total: 6,3 m

### Astrobee 500
Coet de tres etapes: una principal Genie, una secundària Alcor i una superior Asp. Es va llançar només un coet d'aquesta versió, el 22 de març de 1960.

#### Especificacions
- Apogeu: 1000 km
- Impuls en enlairament: 161 kN
- Massa total: 900 kg
- Diàmetre: 0,38 m
- Longitud total: 7,8 m

### Astrobee 1500
Coet de tres etapes consistent en dues Recruit com a etapa principal, un Aerojet Jr com a secundària i una superior Alcor. Es van llançar 10, amb 3 fallades, el primer el 8 de març de 1961 i l'últim el 15 d'octubre de 1969.

#### Especificacions
- Apogeu: 2000 km
- Impuls en enlairament: 566 kN
- Massa total: 5200 kg
- Diàmetre: 0,79 m
- Longitud total: 10,4 m

### Astrobee D
Coet d'una sola etapa llançat 48 vegades, amb dues fallades. El primer va ser llançat el 8 de juny de 1970 i l'últim el 16 de febrer de 1980.

#### Especificacions
- Apogeu: 140 km
- Impuls en enlairament: 23 kN
- Massa total: 100 kg
- Diàmetre: 0,15 m
- Longitud total: 3,9 m

### Astrobee F
Coet d'una sola etapa i impulsor dual dissenyat com a reemplaçament del Aerobee 150 i llançat 49 vegades, amb dues fallades. El primer va ser llançat el 26 de setembre de 1972 i l'últim el 2 de març de 1983.

#### Especificacions
- Apogeu: 375 km
- Impuls en enlairament: 178 kN
- Massa total: 1500 kg
- Diàmetre: 0,38 m
- Longitud total: 11,5 m